# Eleição municipal de Itapetininga em 2020
A eleição municipal de Itapetininga em 2020 foi o 18.º pleito eleitoral realizado na história do município. Foi disputada em turno único, dado que Itapetininga por não ter 200 000 eleitores registrados e aptos ao voto, não atende ao critério eleitoral definido pelo inciso II do artigo nº 29 da Constituição Federal para a realização de um 2.º turno caso nenhum dos candidatos à prefeito alcance maioria absoluta dos votos. Neste caso, o(a) vencedor(a) é escolhido por maioria simples.
Originalmente prevista para ocorrer em 4 de outubro, sua realização foi adiada para 15 de novembro após determinação da Emenda Constitucional n.º 107/2020, aprovada pelo Congresso Nacional e sancionada pelo presidente da República à época Jair Bolsonaro (PSL), em razão do agravamento da pandemia de COVID-19 no Brasil.
Segundo dados do Tribunal Superior Eleitoral, 114 782 eleitores compunham o eleitorado itapetiningano apto a votar para eleger 1 prefeito, 1 vice–prefeito e 19 vereadores para a Câmara Municipal em 2020.

## Candidaturas oficiais
| Candidaturas deferidas pelo TSE para a disputa eleitoral | Candidaturas deferidas pelo TSE para a disputa eleitoral | Candidaturas deferidas pelo TSE para a disputa eleitoral | Candidaturas deferidas pelo TSE para a disputa eleitoral | Candidaturas deferidas pelo TSE para a disputa eleitoral | Candidaturas deferidas pelo TSE para a disputa eleitoral | Candidaturas deferidas pelo TSE para a disputa eleitoral                                            | Candidaturas deferidas pelo TSE para a disputa eleitoral |
| N.º                                                      | N.º                                                      | Candidato(a) a prefeito(a)                               | Candidato(a) a prefeito(a)                               | Candidato(a) a vice-prefeito(a)                          | Candidato(a) a vice-prefeito(a)                          | Coligação                                                                                           | Situação                                                 |
| -------------------------------------------------------- | -------------------------------------------------------- | -------------------------------------------------------- | -------------------------------------------------------- | -------------------------------------------------------- | -------------------------------------------------------- | --------------------------------------------------------------------------------------------------- | -------------------------------------------------------- |
|                                                          | 13                                                       |                                                          | Fuad (PT)                                                |                                                          | Dr.ª Calu (PT)                                           | partido isolado                                                                                     | Não eleito                                               |
|                                                          | 14                                                       |                                                          | Ricardo Barbará (PTB)                                    |                                                          | Delegado Marcus Tadeu (PSD)                              | Compromisso e Trabalho por Itapê PTB / PSD / PSC / PL / PODE / Solidariedade                        | Não eleito                                               |
|                                                          | 15                                                       |                                                          | Simone Marquetto (MDB)                                   |                                                          | Jeferson Brun (PSDB)                                     | Respeito por Você MDB / PSDB / Cidadania / Progressistas / PDT / Republicanos / Avante / PROS / PSL | Eleito                                                   |
|                                                          | 40                                                       |                                                          | Milton Nery (PSB)                                        |                                                          | Dr.ª Maria Lúcia Haidar (Patriota)                       | Itapetininga Merece Mais PSB / Patriota / DEM / REDE                                                | Não eleito                                               |
|                                                          | 50                                                       |                                                          | Professor Vinícius Válio (PSOL)                          |                                                          | Dirceu Campos (PSOL)                                     | partido isolado                                                                                     | Não eleito                                               |

## Pesquisa eleitoral
| Data de realização        | Data de divulgação     | Instituto                      | Número de registro no TSE | Contratante               | Entrevistados | Margem de erro | Candidatos             | Candidatos        | Candidatos            | Candidatos      | Candidatos                   | Brancos/Nulos | Não sabe/Não respondeu |
| Data de realização        | Data de divulgação     | Instituto                      | Número de registro no TSE | Contratante               | Entrevistados | Margem de erro | Simone Marquetto (MDB) | Milton Nery (PSB) | Ricardo Barbará (PTB) | Fuad Isaac (PT) | Prof.º Vinícius Válio (PSOL) | Brancos/Nulos | Não sabe/Não respondeu |
| ------------------------- | ---------------------- | ------------------------------ | ------------------------- | ------------------------- | ------------- | -------------- | ---------------------- | ----------------- | --------------------- | --------------- | ---------------------------- | ------------- | ---------------------- |
| 5 a 9 de novembro de 2020 | 10 de novembro de 2020 | Dataeco Instituto de Pesquisas | SP-1227/2020              | Jovem Pan FM Itapetininga | 600           | 4%             | 49,2%                  | 13,5%             | 18,8%                 | 2,5%            | 1,2%                         | 11%           | 3,8%                   |

## Resultados eleitorais

### Prefeito e vice-prefeito eleitos
Confirmando o favoritismo dado pela única pesquisa eleitoral realizada entre o eleitorado local, Simone Marquetto venceu a disputa com ampla margem de votos, conquistando 61,91% dos votos válidos e tornando-se a primeira prefeita eleita da história do município a reeleger-se para um segundo mandato consecutivo.
| Candidatos a prefeito(a)   | Candidatos a prefeito(a)        | Candidatos a vice-prefeito(a)      | Votação | Votação     |
| Candidatos a prefeito(a)   | Candidatos a prefeito(a)        | Candidatos a vice-prefeito(a)      | Total   | Porcentagem |
| -------------------------- | ------------------------------- | ---------------------------------- | ------- | ----------- |
|                            | Simone Marquetto (MDB)          | Jeferson Brun (PSDB)               | 46 913  | 61,91%      |
|                            | Milton Nery (PSB)               | Dr.ª Maria Lúcia Haidar (Patriota) | 15 466  | 20,41%      |
|                            | Ricardo Barbará (PTB)           | Delegado Marcus Tadeu (PSD)        | 10 996  | 14,51%      |
|                            | Fuad (PT)                       | Dr.ª Calu (PT)                     | 1 542   | 2,03%       |
|                            | Professor Vinícius Válio (PSOL) | Dirceu Campos (PSOL)               | 857     | 1,13%       |
| Total de votos válidos     | Total de votos válidos          | Total de votos válidos             | 75 774  | 75 774      |
| Votos apurados             |                                 |                                    |         |             |
| Votos válidos              | Votos válidos                   | Votos válidos                      | 75 774  | 90,57%      |
| Votos em branco            | Votos em branco                 | Votos em branco                    | 2 943   | 3,52%       |
| Votos nulos                | Votos nulos                     | Votos nulos                        | 4 950   | 5,92%       |
| Total de votos apurados    | Total de votos apurados         | Total de votos apurados            | 83 667  | 83 667      |
| Participação do eleitorado |                                 |                                    |         |             |
| Comparecimentos            | Comparecimentos                 | Comparecimentos                    | 83 667  | 72,89%      |
| Abstenções                 | Abstenções                      | Abstenções                         | 31 115  | 27,11%      |
| Total de eleitores aptos   | Total de eleitores aptos        | Total de eleitores aptos           | 114 782 | 114 782     |
| Fonte: g1                  |                                 |                                    |         |             |

### Vereadores eleitos
Foi a partir desta eleição municipal que passou a vigorar as novas regras do processo eleitoral contidas na Emenda Constitucional n.º 97/2017, que determinou o fim das coligações partidárias nos pleitos para cargos proporcionais (vereadores, deputados estaduais e distritais e deputados federais). Desse modo, pela primeira vez nas eleições municipais de 2020, os candidatos a vereador somente poderão disputar o cargo por meio de chapa única dentro do partido pelo qual estão filiados.
No sistema proporcional, pelo qual são eleitos os vereadores, o voto dado a um candidato é primeiro considerado para o partido ao qual ele é filiado. O total de votos de um partido é que define quantas cadeiras ele terá. Definidas as cadeiras, os candidatos mais votados do partido são chamados a ocupá-las. Abaixo encontram-se os candidatos a vereador eleitos, reeleitos e os que ficaram como suplentes para a 18.ª legislatura, iniciada em 1 de janeiro de 2021 e concluída em 31 de dezembro de 2024.
| N.º   | Candidato(a)              | Partido político | Votos obtidos | Porcentagem | Situação           |
| ----- | ------------------------- | ---------------- | ------------- | ----------- | ------------------ |
| 45045 | Miguel Turmeiro           | PSDB             | 1 854         | 2,50%       | Reeleito por QP    |
| 15015 | Uan Moreira               | MDB              | 1 533         | 2,06%       | Reeleito por QP    |
| 12333 | Gê de Araújo              | PDT              | 1 287         | 1,73%       | Eleito por QP      |
| 15000 | Zé da Escola              | MDB              | 1 162         | 1,56%       | Reeleito por QP    |
| 23123 | Etson Brun                | Cidadania        | 1 147         | 1,54%       | Reeleito por QP    |
| 17000 | Eduardo Codorna           | PSL              | 1 146         | 1,54%       | Reeleito por Média |
| 77000 | Denise Franci             | Solidariedade    | 1 135         | 1,53%       | Reeleito por Média |
| 10555 | Toninho Marconi           | Republicanos     | 1 066         | 1,44%       | Reeleito por QP    |
| 23001 | Christiane Siqueira       | Cidadania        | 1 059         | 1,43%       | Suplente           |
| 15515 | Leonardo Correia          | MDB              | 1 059         | 1,43%       | Eleito por QP      |
| 20020 | Jé dos Luminosos          | PSC              | 1 021         | 1,73%       | Suplente           |
| 11000 | Marcelo Nanini            | Progressistas    | 1 021         | 1,37%       | Eleito por QP      |
| 17123 | Doutor Mario              | PSL              | 1 020         | 1,37%       | Suplente           |
| 14777 | Bispo André Bueno         | PTB              | 1 013         | 1,36%       | Reeleito por QP    |
| 50999 | Vitor Oliveira            | PSOL             | 923           | 1,24%       | Suplente           |
| 10444 | Itamar Martins            | Republicanos     | 856           | 1,15%       | Reeleito por Média |
| 55000 | Marcos Silvério           | PSD              | 758           | 1,02%       | Suplente           |
| 11220 | Marina Nalesso            | Progressistas    | 757           | 1,02%       | Eleita por Média   |
| 15123 | Dudu Franco               | MDB              | 753           | 1,01%       | Reeleito por Média |
| 15115 | Catarina da Guarda        | MDB              | 722           | 0,97%       | Eleita por Média   |
| 17321 | Luiz Ricardo              | PSL              | 677           | 0,91%       | Suplente           |
| 11500 | Paulo Vieira              | Progressistas    | 668           | 0,90%       | Suplente           |
| 15500 | Tachinha                  | MDB              | 666           | 0,90%       | Suplente           |
| 18000 | Matheus Ribeiro           | REDE             | 666           | 0,90%       | Eleito por Média   |
| 14677 | Jorge Cândido             | PTB              | 663           | 0,89%       | Suplente           |
| 10777 | Noel Fortunato            | Republicanos     | 652           | 0,88%       | Suplente           |
| 15100 | Dogomar da Ambulância     | MDB              | 580           | 0,78%       | Suplente           |
| 22190 | Davino Policial           | PL               | 575           | 0,77%       | Suplente           |
| 10193 | Sargento Müller Bombeiro  | Republicanos     | 566           | 0,76%       | Suplente           |
| 43434 | Cristiane Cardena         | PV               | 521           | 0,70%       | Eleita por Média   |
| 10987 | Dr. Gabriel Bloise        | Republicanos     | 510           | 0,69%       | Suplente           |
| 25000 | Humberto Tibagi           | DEM              | 506           | 0,68%       | Suplente           |
| 11011 | João Tavares              | Progressistas    | 491           | 0,66%       | Suplente           |
| 40123 | Marquinho Nanini          | PSB              | 467           | 0,63%       | Eleito por QP      |
| 77193 | Cláudio Pires             | Solidariedade    | 467           | 0,63%       | Suplente           |
| 15140 | Paulinho do Gramadinho    | MDB              | 464           | 0,62%       | Suplente           |
| 77333 | Conde                     | Solidariedade    | 464           | 0,62%       | Suplente           |
| 18777 | Thiago Almeida            | REDE             | 462           | 0,62%       | Suplente           |
| 40000 | Junior Curuçá             | PSB              | 453           | 0,61%       | Suplente           |
| 15155 | Marcos do Projeto Resgate | MDB              | 448           | 0,60%       | Suplente           |
| 12601 | Nino                      | PDT              | 435           | 0,59%       | Eleito por Média   |

## Repercussão pós-pleito
Em entrevista concedida à TV TEM, a prefeita reeleita agradeceu publicamente pela confiança dos eleitores em seu trabalho à frente do Poder Executivo municipal: "Fico muito feliz, sou muito grata, estamos muito felizes, e toda a confiança depositada na urna vai ser revertida em muito trabalho, muita entrega para a cidade, mais obras, mais trabalhos e a cidade crescendo cada vez mais".